# El último de los Señores del Tiempo
El último de los Señores del Tiempo (Last of the Time Lords) es el decimotercer y último episodio de la tercera temporada moderna de la serie británica de ciencia ficción Doctor Who, emitido originalmente el 30 de junio de 2007. Es la tercera parte de una historia en tres episodios que comenzó con Utopía y El sonido de los tambores. Constituye la última aparición regular de Freema Agyeman como Martha Jones, y de John Barrowman como Jack Harkness. Ambos aparecerán episódicamente en la siguiente temporada.

## Argumento
Ha pasado un año desde la aparición de los Toclafene, y la humanidad está al borde de la extinción. Tras su huida del Valiant, Martha Jones ha estado viajando por el mundo evitando la detección de El Amo gracias a su filtro de percepción. Ha estado contactando con grupos de gente para encontrar un arma especial creada por Torchwood y UNIT que puede matar al Amo. Martha conoce a Thomas Milligan, un antiguo médico que la dirige hasta la profesora Docherty. Juntos, logran capturar a un Toclafane. Al examinarlo, descubren que los Toclafane son los humanos del lejano futuro que tomaron el cohete a Utopía. Se volvieron locos al descubrir que Utopía era una mentira. El Amo creó la máquina paradoja para permitirles volver al pasado y matar a sus ancestros sin que se produjera la paradoja del abuelo. Martha y Thomas se marchan para encontrar el último componente del arma, mientras Docherty les traiciona dándole al Amo la localización de Martha a cambio de información de su propio hijo.
El Amo arrincona a Martha y Thomas, y Martha se rinde, pero Thomas enfada al Amo y le mata de un disparo. El Amo destruye el arma que Martha había ensamblado, y la lleva de vuelta al Valiant para poder matarla en frente del Doctor envejecido. El Amo prepara el lanzamiento del ejército de los Toclafane para conquistar el resto del universo, y demanda que Martha se arrodille ante él. El Amo comienza a disfrutar de su victoria en los últimos momentos de la cuenta atrás, pero entonces Martha comienza a reírse. Le revela que el arma era solo una distracción respecto al auténtico plan. Había pasado el tiempo siguiendo las instrucciones que el Doctor le dio al oído. Había preparado a los supervivientes humanos para que concentraran sus pensamientos en el Doctor justo cuando la cuenta atrás llegara a cero. Por su parte, el Doctor había pasado el último año conectándose psíquicamente con la red Arcángel del Amo, que canaliza la energía la energía psíquica colectiva de la humanidad hasta el Doctor. El Doctor rejuvenece, se libera de su cautividad y comienza a levitar bañado de energía, haciendo que el Amo retroceda derrotado.
Martha y su familia liberan a Jack y se dirigen a destruir la máquina paradoja, mientras el Amo intenta hacer estallar los cohetes. El Doctor convence al Amo de que se detenga, y la máquina paradoja es destruida. Entonces, el tiempo retrocede, los Toclafene desaparecen y se borra todo el último año. A bordo del Valiant, todos pueden recordar lo que ha ocurrido porque estaban en el centro de los eventos. El Doctor y sus aliados consideran el destino del Amo, antes de que su mujer Lucy le dispare. El Amo se niega a regenerarse y muere en brazos del Doctor, dejándole desesperado al creerse, esta vez sí, el último Señor del Tiempo. El Doctor quema el cuerpo del Amo y se marcha, pero poco tiempo después, una mano de mujer recoge el anillo del Amo de entre las cenizas.
El Doctor devuelve a Jack a Torchwood, mientras Martha decide dejar al Doctor para cuidar de su familia y terminar la carrera de medicina, dejándole su teléfono móvil por si necesitara contactar con él. El Doctor comienza a pilotar la TARDIS, cuando de repente el casco de un barco atraviesa la pared de la sala de la consola. Un salvavidas tiene escrito el nombre "Titanic", dejándole confundido.

### Continuidad
En los comentarios del episodio, el escritor Russell T Davies dijo que la implicación del mote de Jack ("el Rostro de Boe") era "una teoría" de los orígenes de esa criatura, lo que llevó a la coproductora ejecutiva Julie Gardner a pedirle con urgencia que "dejara de alimentar" el que los dos personajes fueran el mismo. Davies entonces mencionó que añadió una línea en Atasco en la que el Rostro de Boe le llama "viejo amigo", sugiriendo una fuerte conexión entre el Doctor y él. Davies también dijo de broma que la mano que quitó el anillo de las cenizas de la pira funeraria era "la mano de la Rani". La mano se introdujo para incluir la posibilidad abierta de volver a introducir al Amo en el futuro, algo que ocurrirá en El fin del tiempo, donde se revela que la mano pertenece a la Srta. Trefusis, una discípula de Harold Saxon.
El Amo menciona a los Demonios Marinos que el Tercer Doctor y el Amo encontraron juntos en el serial de 1972 The Sea Devils y los Axons que conocieron en The Claws of Axos, de 1971. La Tierra se menciona como Sol 3 (N.d.T: en el idioma original se usó la palabra española "Sol"), el tercer planeta del sistema solar, igual que en The Deadly Assassin. El destornillador láser del Amo dice que tiene controles isomórficos, una propiedad que el Doctor atribuyó a los controles de la TARDIS en Pyramids of Mars. En este episodio se usaron fragmentos de Smith y Jones, Utopía y El sonido de los tambores.
El deseo del Doctor de conocer a Agatha Christie se cumpliría en el episodio El unicornio y la avispa. Martha menciona que tanto UNIT como Torchwood llevaban varias décadas estudiando a los Señores del Tiempo. Torchwood se fundó en Dientes y garras con el objetivo específico de seguir la pista del Doctor, mientras que el Doctor trabajó en UNIT a mediados del siglo XX. Durante el trabajo del Doctor en UNIT, durante una temporada completa se estuvieron enfrentando a las distintas maquinaciones del Amo, hasta que UNIT le capturó en The Dæmons. El "minisodio" de 2007 Choque temporal tiene lugar entre los últimos minutos de este episodio. En el episodio La estratagema Sontaran de la siguiente temporada, Martha aparece comprometida con Thomas Milligan, el pediatra que conoció en este episodio. Sin embargo, en El fin del tiempo, en su lugar se ha casado con Mickey Smith.

## Producción
Los tres últimos de la tercera temporada se tratan en numerosas fuentes como Doctor Who Magazine entre otras como una historia en tres partes, siendo el primer "serial" de este tipo en la serie moderna. Sin embargo, Russell T Davies ha dicho que él considera Utopía como una historia separada, pero señalando que esta determinación es arbitraria. El último de los Señores del Tiempo era un subtítulo propuesto para una versión cinematográfica de Doctor Who que estuvo en desarrollo de 1987 a 1994. Existía el plan de emitir el episodio en directo en una pantalla gigante en Trafalgar Square. Sin embargo, un toque de queda local por el intento de atentado terrorista el día anterior lo evitaron. Freema Agyeman y John Barrowman sí asistieron al evento.
Para mantener en secreto los detalles del episodio, el acceso a las copias previas estaba restringido. Hubo una restricción similar con El día del Juicio Final el año anterior y con El fin del viaje al año siguiente. En su emisión inicial se le dio al episodio un horario de 50 minutos, como con Daleks en Manhattan anteriormente, y en las repeticiones en BBC Three se le dio horarios de 55 minutos. Según Russell T Davies en el número 384 de Doctor Who esto fue porque se pasaron de duración pero no querían cortar nada. En los comentarios de audio, los productores revelaron que Graeme Harper entró para dirigir algunas escenas después de que el director Colin Teague se hirió.
Se grabaron dos versiones de audiocomentarios para el episodio, una con los productores Russell T Davies, Julie Gardner y Phil Collinson prevista para el podcast simultáneo a la emisión original, y la otra con los actores David Tennant, Freema Agyeman y John Barrowman, que se incluyó en la compilación en DVD de la temporada. En este episodio se hizo el último uso del arreglo de la sintonía de Murray Gold presentado en 2005, sin contar las modificaciones menores del tema de cierre en 2006. La sintonía solo se volvió a orír una vez más en el "minisodio" Choque temporal, mientras que Gold estrenó un nuevo arreglo de la sintonía en El viaje de los condenados que siguió usándose durante toda la cuarta temporada y en la temporada de especiales 2008-2010 hasta El fin del tiempo.